# XI Congresso del Partito Comunista Russo (bolscevico)
L'XI Congresso del Partito Comunista Russo (bolscevico), o PCR(b), si svolse dal 27 marzo al 2 aprile 1922 a Mosca.

## Lavori
Al Congresso parteciparono 522 delegati con diritto di voto deliberativo e 164 delegati con voto consultivo. L'assemblea elesse il nuovo Comitato centrale, composto da 27 membri effettivi e 19 candidati.